# Sejtciklus
A sejtciklus a sejtben két osztódás között lejátszódó folyamat. Interfázisból, mitózisból és a sejt osztódásából áll. A sejtciklust a ciklin fehérjék és a ciklindependens kinázok együttesen szabályozzák. Leland H. Hartwell, R. Timothy Hunt és Paul M. Nurse 2001-ben kaptak orvostudományi Nobel-díjat az ezen molekulák sejtciklusban játszott szerepének felfedezéséért.

## Szakaszok

### Eukariótákban
A sejtciklus szakaszai:

A sejtciklus. I=Interfázis, M=Mitózis. Az egyes fázisok időtartama arányosan az ábrán.

- A G0 fázisban a sejtek változatlan állapotba kerülnek, várva a sejtciklusba vezető jelre.
- A G1 fázis az első növekedési szakasz.
- Az S fázis a DNS duplázódás helye.
- A G2 fázis a második növekedési szakasz, a sejt felkészítése az osztódásra.
- Az M fázis vagy mitózis és citokinézis, a sejt kettéválása két utódsejtre.

A sejtciklust számos ponton ellenőrizni kell, nehogy hibás sejtek keletkezzenek. Ezeket checkpointoknak, ellenőrzési pontoknak nevezzük. 
Ezeken a pontokon a hibás sejtek sejtciklusa gátlás alá kerülhet. Az egyik pont az M fázis előtt a sejtek sikeres szétválását; a másik az S után a sikeres replikációt; míg a harmadik a mitózis anafázisa előtt a sikeres kromatidszétválást ellenőrzi.
Ha a rendszer hibát észlel, utasítja a sejtet a programozott sejthalál véghezvitelére, mely után a sejt nyom nélkül eltűnik. Ilyen folyamat játszódik le, ha például a p53 nevű fehérje DNS-károsodást észlel. Kisebb mértékű károsodásnál a reparációt indítja be, emellett pedig leállítja a sejtciklust. Nagyobb, irreverzibilis károsodásnál viszont a DNS egy specifikus szakaszához kötődik, ott aktiválja a p21 kifejeződését, amely viszont a sejtciklusban kulcsszerepet játszó ciklin–ciklindependens kináz komplexhez képes kötődni, gátolva ezzel azt, ami a sejtciklus blokkolásához, a sejt sejthalálának megkezdéséhez vezet.
Egyes sejtek, mint a neuronok, sohasem osztódnak, miután G0 fázisba kerültek. Azonban kimutatták, azok a sejtek, melyek sejthalálon mennek keresztül, újra belépnek a sejtciklusba.

### Baktériumokban és archeákban
A baktériumok és archeák sejtciklusa a B, C és D fázisokból áll. A B fázis a sejtosztódás végétől a DNS-replikáció elejéig, a D fázis a DNS-replikáció végétől a sejtosztódásig tart.

### Magyar lapok
- Origo-cikk a 2001-es Orvosi Nobel díj tartalmáról, részleteiről
- A sejt – átfogó cikk, amely tartalmazza a sejtciklus leírását is
- Sejtciklusról szóló dokumentum

### Angol lapok
- Cell Cycle and Cytokinesis – The Virtual Library of Biochemistry and Cell Biology